# James Douglas Morrison (singolo)
James Douglas Morrison è un singolo del gruppo musicale italiano Management, pubblicato il 18 febbraio 2014 da MArteLabel e Universal.

## Descrizione
James Douglas Morrison è il secondo singolo estratto da McMAO (2014), secondo album in studio del gruppo. Scritto da Luca Romagnoli e composto da Marco Di Nardo, il brano è stato prodotto da Manuele "Max Stirner" Fusaroli insieme agli stessi membri del Management presso il Natural Head Quarter Studio di Ferrara tra l'ottobre del 2012 e l'inverno del 2013. Il mastering della canzone è stato svolto presso gli Abbey Road Studios di Londra.
Il brano porta il nome completo di Jim Morrison, cantautore riconosciuto tra le personalità più influenti degli anni sessanta. Il testo è stato descritto come un «intimo dialogo» con il mito stabilito dalla figura di Morrison, durante il quale trovano spazio riflessioni e domande riguardanti l'immortalità e la mercificazione che deriva da un certo tipo di popolarità.

## Tracce
Download digitale
1. James Douglas Morrison – 3:35

## Classifiche
| Classifica (2014)     | Posizione massima |
| --------------------- | ----------------- |
| Italia (indipendenti) | 47                |